# David Alonso Sacristán
David Alonso Sacristán (Madrid, 1966) és un guionista i director de cinema espanyol. El 1994 va rodar el seu primer llargmetratge Bajo un cielo extraño, i el 1997 va dirigir amb Fernando Cámara Memorias del ángel caído, per la que fou nominat al Goya al millor director novell i al Festival de Sitges. El 2003 va dirigir Más de mil cámaras velan por tu seguridad, de la que també en fou guionista juntament amb Fernando Cámara. El 2005 va fer el guió de Somne d'Isidro Ortiz i el 2010 va dirigir la minisèrie històrica Tres días de abril, amb guió de Miguel Anxo Murado.sobre la proclamació de la Segona República Espanyola.